# High Speed 2
High Speed 2 (HS2) è il nome di una linea ferroviaria ad alta velocità in costruzione in Inghilterra che collegherà Londra, Birmingham, East Midlands, Leeds, Sheffield e Manchester. Sarà la seconda linea ad alta velocità del Regno Unito dopo High Speed 1, che collega Londra al tunnel sotto La Manica. HS2 sarà costruita a forma di "Y" con Londra in basso, Birmingham al centro, Leeds in alto a destra e Manchester in alto a sinistra. I lavori per la prima fase della pista sono iniziati nel 2017 e raggiungeranno Birmingham entro il 2026, quindi i lavori raggiungeranno Crewe entro il 2027 prima che l'intera linea sia completata entro il 2033.
L'opera è gestita dalla società statale High Speed Two (HS2) Limited.

## Controversie
Poiché il percorso attraversa terreni agricoli ed è sospettato di distruggere l'ambiente e la vita rurale, centinaia di migliaia di persone hanno presentato una petizione per fermare il progetto. Il Consiglio degli arcivescovi anglicani ha affermato che secondo l'attuale piano per il progetto della ferrovia ad alta velocità High Speed 2, verrà scavato su un gran numero di tombe britanniche e i resti non saranno trattati con "dignità e riverenza". Lo shock costringerà anche le chiese nelle zone rurali a chiudere. A meno che il governo non adotti adeguate misure di "protezione della chiesa", non sosterrà la costruzione della ferrovia ad alta velocità. Oltre alla Chiesa d'Inghilterra, alcune personalità di spicco hanno anche protestato in Parlamento nel tentativo di ostacolare il controverso progetto dell'alta velocità. I contestatori includono il fratello minore della defunta principessa Diana, Charles Spencer, IX conte Spencer, e l'amica intima del principe William Alice Van Carson e altri nobili, i quali si sono lamentati del fatto che la ferrovia ad alta velocità non solo produrrà un rumore insopportabile, ma attraverserà anche le loro proprietà distruggendo lo scenario naturale.